# Athens Airways
Athens Airways – grecka linia lotnicza z siedzibą w Atenach, działająca w latach 2009-2010. Obsługiwała połączenia pomiędzy kontynentalną Grecją a wyspami greckimi.

## Flota
| Samolot                       | Samolot  | Okres dostawy | Okres wycofania |
| Model                         | Wycofane | Okres dostawy | Okres wycofania |
| ----------------------------- | -------- | ------------- | --------------- |
| De Havilland Canada DHC-8-300 | 1        | 2009          | 2010            |
| Embraer ERJ-145               | 5        | 2008-2010     | 2009-2010       |
| Łącznie                       | 6        |               |                 |